# Pacifigorgia flavimaculata
Pacifigorgia flavimaculata är en korallart som beskrevs av Breedy och Rafael Guzmán 2003. Pacifigorgia flavimaculata ingår i släktet Pacifigorgia och familjen Gorgoniidae. Inga underarter finns listade i Catalogue of Life.